# Hitparade
Een hitparade of hitlijst is een lijst waarop in de juiste volgorde de bestverkochte of meest gedraaide singles of albums van een bepaalde periode zijn gerangschikt: de hits. Het Amerikaanse tijdschrift Billboard publiceerde al in 1914 lijsten als "Popular Songs Heard in Vaudeville Theaters Last Week" en "The Billboard's Song Hints", en sinds 1958 de Billboard Hot 100. In Nederland zond de VARA in het programma van Pete Felleman een hitparade uit in 1949. Daarin draaide hij uitsluitend Amerikaanse hits. Tuney Tunes publiceerde maandelijks de Tip-Toppers in de rubriek Radio Kruimels vanaf oktober 1947. Meestal werden er geen uitvoerende artiesten vermeld.
In het KRO-programma Uit en Thuis werden vanaf 3 oktober 1948 de succesnummers van de voorafgaande week ten gehore gebracht door Klaas van Beeck's Hitparadeorkest met zang van diverse artiesten. Na één seizoen stopt de omroep met de uitzendingen. De initiatiefnemer van de uitzendingen, Ger de Roos, hervatte de uitzendingen in november 1951. Deze KRO-hitparade is de eerste die is samengesteld op basis van verkoopgegevens van muziekhandelaren. Deze lijst vermeldde geen artiesten. Vanaf augustus 1952 werd de 'Luister-hitparade' samengesteld. 
Van november 1954 tot aan maart 1956 had Nederland geen hitparade. In maart 1956 publiceerde het weekblad Elsevier een hitparade, in juni 1957 volgde Muziek Parade, in juni 1958 Muziek Expres, in januari 1959 Songwereld en twee maanden later Tuney Tunes.
De eerste wekelijkse hitparade (vanaf mei 1960) was Foon. De lijsten werden naar Amerika gestuurd, alwaar Billboard ze publiceerde in de rubriek 'Hits of the world'. Vanaf juni 1961 werd deze taak overgenomen door het blad Platennieuws. Van november 1960 tot en met december 1963 drukte het blad Wereldkroniek zijn eigen wekelijkse hitlijst af.
Vanaf 30 november 1963 zond het VARA-radioprogramma Tijd Voor Teenagers, gepresenteerd door Herman Stok, voor het eerst zijn eigen Top 10 uit op basis van een telefonisch onderzoek onder platenwinkels in heel Nederland. Het programma gebruikte van 5 februari 1966 de PS Popparade. Joost den Draaijer presenteerde vanaf 2 januari 1965 een wekelijkse uitzending van de Nederlandse Hitparade, in 1966 omgedoopt tot Veronica Top 40, die vanaf 3 oktober 1974 verder ging als de Nederlandse Top 40 en vanaf die datum t/m 20 mei 1976 door de TROS werd uitgezonden op Hilversum 3 en vanaf 28 mei 1976 t/m 18 december 1993 door Veronica.
Op 23 mei 1969 ging Den Draaijer voor de VPRO de Hilversum 3 Top 30 presenteren. Deze hitparade zou eind juni 1974 uitmonden in de  Nationale Hitparade. Daarnaast  zond de TROS vanaf 1 juni 1978 t/m 21 november 1985 de TROS Top 50 uit op Hilversum 3.
Omstreeks 2010 zijn de Nederlandse Top 40, de B2B Single Top 100, de NPO 3FM Mega Top 30 en de 538 Top 50 de bekendste Nederlandse hitlijsten. In Vlaanderen zijn vooral de Ultratop 50 en de Radio 2 Top 30 bekend.
Traditioneel zijn hitlijsten samengesteld op basis van verkoopcijfers in muziekwinkels van eerst bladmuziek en later geluidsdragers. Later werd ook airplay hierin betrokken, dat wil zeggen het aantal keer dat een single op de radio of televisie te horen is, al dan niet op aanvraag. In de jaren 00 rees de vraag of op deze manieren samengestelde hitparades nog wel representatief zijn voor de populariteit vanwege de daling van de verkoop van singles en de toename van het downloaden van muziek. Hierdoor zijn er ook hitlijsten op basis van aantal downloads verschenen.
Het is mogelijk een hitlijst samen te stellen op basis van populariteit door direct aan een doelgroep te vragen welk liedje bij hen favoriet is. Deze manier bestond al langer, maar heeft door de komst van internet een grotere vlucht genomen. Het bekendste voorbeeld van een hitlijst die op deze manier wordt samengesteld is de Top 2000 van NPO Radio 2. Deze wordt samengesteld door de luisteraars die via internet op hun favoriete nummers kunnen stemmen. In navolging daarvan kennen ook andere radiozenders hitlijsten die op deze manier worden samengesteld. Zo heeft Radio 10 bijvoorbeeld de Top 4000. Bij deze lijsten wordt de Top 10 of deTop 8 vaak pas op de laatste dag van de uitzending van de lijst bekendgemaakt. Op deze manier blijft het tot op het laatste moment spannend wat er op nummer 1 staat.
Vanaf 15 maart 2008 worden in de Superchart van TMF Nederland ook onbetaalde downloads meegeteld. Het is voor het eerst in de geschiedenis van het Nederlandse hitwezen dat "illegale" downloads in een hitlijst meetellen.
Een alternatieve lijst die in de jaren 80 opgericht werd, was De Moordlijst, die samengesteld werd door een groep muziekjournalisten van de OOR en de VPRO en tot eind jaren 90 in de zendtijd van de VPRO werd uitgezonden op Radio 3.